# 邓拓
邓拓（1912年2月26日—1966年5月18日），乳名旭初，原名子健，笔名马南邨、邓云特、左海等，男，福建闽县（今福州）人，中国报刊政论家、学者、作家，中共宣传战线重要成员，长期担任《人民日报》社长等中央主要宣传机构领导职务。后因多次未能领会毛泽东政治部署之意而遭到训斥，并被撤销人民日报社实际职务，文革前夜因政治批判而自杀身亡，1979年被平反。

## 生平

### 早年
1912年2月26日出生于福建闽县竹屿村，父邓鷗予为举人出身，民國時期做教師，鄧拓是鄧家最幼的一個，排行第七。小時候入讀省立的新式學堂，1923年入讀初中便和傅衣凌同學一起讀書、參加社會運動。民国15年（1926年）入省立福州第一中学，北伐军进入福州后，全市高中调整，邓入省立第一师范。民国17年，和傅衣凌等组织“野草社”，出版自编自印的刊物《野草》。鄧拓曾使用邓云特、丁曼公、殷洲、萧斯、鸥子、以及左海、马南邨、吴南星（三人合用）、卜无忌、于道安、向阳生等多个笔名。
1929年夏高中畢業，和朋友一道去上海投考大學，本來在南京中央研究院的三哥鄧叔群建議他投考清華，拿獎學金去美留學，但因為誤了考試便投考上海光华大学社会经济系，兼修英文。1930年12月加入中國共產黨，並在"上海反帝大聯盟"做秘書。1931年春，回到福州準備投考另一所大學，9月轉入上海政法学院經濟系，這年他也成為正式黨員參與宣傳活動，化名“丁丙根”。1932年12月11日，参加上海纪念“广州暴动”五周年游行时被捕，送到了蘇州反省院。翌年秋，經父親多方奔走保释出狱，回到福州後和老同學傅衣凌一起在烏石山度過了一段時光。是年冬陳銘樞領導“福建事变”，鄧拓受到季步飛邀請在11月2日成立的“人民革命政府”文化委员会、外交部任聯絡員；鄧拓還參加了陳翰笙組織的中國農村經濟研究會。1934年“闽变”失败，回到上海在同學李拓之任教的浦東中學宿舍暫住，經大哥邓伯宇的介绍到開封和大哥一家同住，並入河南大学社会经济系续学，認識了經濟系主任羅章龍，同時靠教高中英語赚取外快。1925年一二·九運動後，劉子厚把“民先”這個組織發展到了開封，鄧拓也參加了這個組織。1937年6月毕业，論文題為《論中國的救荒問題》。并进入晋察冀边区，改名邓拓。9月，日本軍隊炸毀了開封火車站，戰事延燒到了開封，鄧拓和大哥一家去西安。他在路上告別了大哥一家，北上去太原遇到了黃敬，9月25日二人一同前往晉察冀邊區。
到了五台被分配到八路軍115師的宣傳部工作，和聶榮臻相識。11月7日，晉察冀軍區轉移至阜平担任《抗敵報》的主筆，該報後改名為《晋察冀日报》，鄧拓任社长、总编，再後來擔任新華社晉察冀分社社長。鄧拓也擔任來訪外國學者的英文翻譯，並和同在根據地的中國學者交往。1942年整風運動時期，鄧拓和董魯安交往頗多，以文會友。5月和丁一嵐正式結婚。1943年1月，鄧拓組織燕趙詩社。1944年夏，时任晋察冀日报社长兼主编的邓拓被调入分局党校学习，适逢审干运动，邓拓也受到政治审查。1946年3月1日到張家口任《北方文化》編委。4月，魯迅藝術學院遷到張家口，這時的張家口聚集著左翼文化人物。1947年秋任北方局政策研究室經濟組組長。至1948年冬，鄧拓和李葆華一起在淶水縣一個村子裡搞土改。1949年3月，中國共產黨進入北京，鄧拓也跟隨彭真等人加入北京市委，任宣傳部長。
中华人民共和国成立后，主持過首部《毛澤東選集》的編印工作，1949年秋任人民日报社长兼總編輯，也主編過《前綫》，當過北京委文教書記。1950年春曾在北大做土改經濟學的演講。1955年5月，被中國科學院哲學和社會科學部聘請，發表過幾篇紮實的史學論文。
1954年1月，鄧拓和胡績偉、張春橋等人組成中國新聞代表團到蘇聯向《真理報》學習，到3月中旬回國。1956年初，鄧拓再度訪問蘇聯，目睹蘇聯解凍改革的熱烈氛圍。2月底，蘇共二十大召開，赫魯曉夫做了秘密報告公開譴責了斯大林，這時鄧拓就在莫斯科。3月，到華沙訪問，參加國際共產主義新聞聯合會，當選為副主席。這時的波蘭也出現了自由化政策，這大大刺激了鄧拓。

### 辭任《人民日報》
1956年3月起，中央就提出『反保守，反冒進』的方針。6月16日，《人民日報》報導了李先念指出毛澤東1955年到1956年的小躍進導致全國經濟出現了一些問題的講話，強調了李先念『反對急躁冒進』的口號。6月20日，鄧拓起草了《要反對保守主義，也要反對急躁情緒》的社論，這篇文章經陸定一修改，劉少奇審閱通過。毛澤東看到文稿後只批了『不看了』三個字。
7月1日，《人民日報》從四版擴充為八版。《人民日报》内部对『鸣放』有不同的声音，相比《光明日报》、《文汇报》等其他媒体，《人民日报》较为保守，邓拓认为『我们是中央党报，一切要听中央的安排和指示，不要街上锣鼓一响就出来。』而这种沉默态度让毛泽东很不满意。1957年2月27日，毛泽东在最高国务会议上作了题为《关于正确处理人民内部矛盾》的报告，《人民日报》由于未接指示，故没有宣传，更没有发表社论。
自4月10日后毛泽东多次批评邓拓和人民日报编辑，指斥邓拓为“书生办报、死人办报”。邓拓感到自己处境十分难堪，请求辞职。毛泽东说，“你只知道养尊处优，不能占着茅坑不拉屎。”6月13日，邓拓被撤销总编职务，只保留社长名义，总编由吴冷西继任。1957年5月11日，鄧拓在《人民日報》上用筆名“卜无忌”發表《廢棄『庸人政治』》的社論。這年秋他從西安乘火車沿寶成線到成都遊歷。
1958年1月，邓拓接到参加南宁中央工作会议的通知，会议重提1956年的『反冒进』，认为一个时期可以『搞得快一点、多一点』，但不要提『反冒进』。对于之前『不看了』的“6.20”社论，毛泽东在会上严厉指出1956年反冒进是错误的，“6.20”社论有原则性错误。会议结束，回到北京后，邓拓决定辞去人民日报社长职务，1958年9月12日，邓拓调任北京市委书记处书记，吴冷西接任人民日报社长职务。1959年4月9日，以“单文生”為筆名在《人民日報》上發表評論文章《談『將才』》。
1960年2月，鄧拓在《新建設》雜誌上稱讚大躍進，並且在《前線》雜誌用“于遂安”這個筆名發表政論。

### “三家村”与燕山夜话

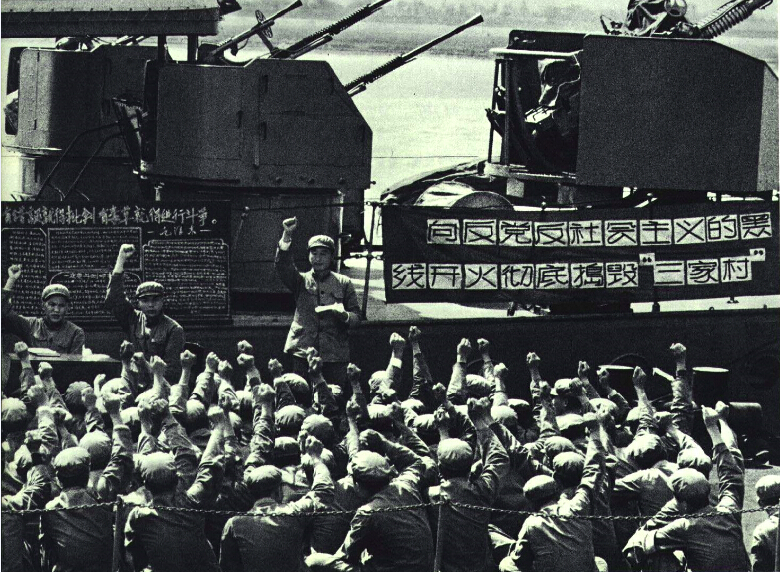
1966年对三家村的批判

“马南邨”是他1961年3月開始在《北京晚報》副刊寫《燕山夜话》專欄用的筆名。同年10月還跟吳晗、廖沫沙合寫《三家村札记》，共用吳南星筆名，寫到1964年7月總共六十五篇，其中邓拓寫了十八篇，最有名的一篇是《偉大的空話》。著有《燕山夜话》、《三家村札记》等杂文集。
邓拓在《燕山夜话》当中对毛泽东的大跃进政策进行了尖锐的评判，在《爱护劳动力的学说》一篇当中借古讽今对强迫使用农业劳动力和大规模无计划的工程建设提出抗议，他写道「早在春秋战国及其前后时期，许多古代的大政治家已经知道爱护劳动者的重要意义……《礼记·王制》写道：“用民之力，岁不过三日”……我们应当从古人的经验中得到新的启发，更加注意在各方面努力爱护劳动力。」
《燕山夜话》的另一篇则迂回地为当时被打倒的彭德怀而辩护，试图为彭争取公正的待遇。《为李三才辩护》当中描述了高级官员李三才，他因为在朝廷上勇敢揭发宦官的罪恶而被罢官，李一再上书要求皇帝亲自审问，但被拒绝，这个情节恰巧影射了毛泽东拒绝彭德怀后来写的八万字自辩书。
邓拓以古代直言进谏的学者自诩，称赞的“杂家”（具有非正统观点的知识分子）对国家工作的重要意义，并且屡次举明末的东林党人积极参政的范例，邓拓写过若干首诗来称许东林党人“莫谓书生空议论，头颅掷处血斑斑”“力抗权奸志不移，东林一代好男儿”。
1966年4月，北京市委传达中央精神，要求公开批判《燕山夜话》和《三家村札记》。4月16日，《北京日报》和《北京晚报》以三整版的篇幅和通栏黑体大字标题，第一次公开点名批判邓拓。从这天开始，邓拓停职并被禁足在家。
自1966年5月8日《解放军报》发表署名“高炬”的文章《向反党反社会主义的黑线开火》点明邓拓“为资产阶级复辟鸣锣开道”后，5月10日、5月14日、5月16日先后发表了姚文元、戚本禹等针对邓拓的批判文章，揭发邓拓是“反党反社会主义头目”，并且声称：“邓拓是什么人？现在已经查明，他是一个叛徒。”
伴随批判的升级，家人被迫与其决裂，子女回家不进他的屋子，不想跟他说一句话，也不再叫“爸爸”。当报纸上点名叛徒后，“邓拓作为老党员，很清楚‘叛徒’和‘反党’之间的本质区别，被定性为‘叛徒’，就永无翻身的可能。”
5月17日，邓拓开始着手写遗书，并告诉夫人，带孩子『分开一段时间』。在给彭真、刘仁写信时，用不少篇幅分析自己写《燕山夜话》和《三家村札记》时的背景和不足，竭力表白自己并非“反党反社会主义反毛泽东思想”。
1966年5月18日留下绝笔后在北京家裏服安眠藥自尽。

## 身后
5月18日清晨，丁一岚发现丈夫死后，首先想到的不是悲痛，而是恐惧。据丁一岚回忆：
|  | 我当时也不敢失声痛哭，家里还住着警卫员呢。邓拓临死之前，放在桌上一个信封，里面装的好像稿纸，上面写着让我立即给这个东西销毁。我看见这个信封，让我马上销毁，哎呀，那时候我都想不出该怎么办，又怕惊动了警卫员。那时，邓拓的姐姐在我们家里，所以，我就急急忙忙地给她叫起来。我说，现在有这么个东西，要马上销毁，然后，我们俩就嘁哩喀喳地连剪带撕地弄碎，扔到厕所，还有澡盆里，拿水冲掉了。当时不敢烧哇，怕出火光，怕有味，可我就没看看销毁的是什么，是稿纸，那么一叠，字都朝里，我都来不及看了，我就想着，在警卫员醒来之前，我得处理完。 |

邓拓死后，市委又来人抄家，按党的规定，邓拓的书信、照片、作品都要拿走。邓拓之死也被要求绝对保密，丁一岚甚至只能告诉子女他们的父亲因病住院了。直到两年后，子女们从社会上得知邓拓已死的消息，找母亲证实，丁一岚在请示北京市委后，才敢向子女们说出真相。
1966年6月2日，《人民日报》发表《歡呼北大的一張大字報》，开头写道：“聶元梓等同志的大字報，揭穿了‘三家村’黑幫分子的一個大陰謀！” “‘三家村’黑店的掌櫃鄧拓被揭露出來了，但是這個反黨集團並不甘心自己的失敗。他們仍然負隅頑抗，用‘三家村’反黨集團分子宋碩的話來說，叫作‘加強領導，堅守崗位’。”
邓拓遗体火化后，为了避免红卫兵抄家抢夺骨灰，丁一岚和邓拓在中科院供职的哥哥商量，把骨灰放在哥哥家中存放。
1979年2月，中共为其平反并恢复名誉。1979年9月6日下午，在北京八宝山革命公墓礼堂举行邓拓追悼大会，由胡耀邦主持，给予了邓拓极高的评价，称其为“优秀党员、忠诚的无产阶级革命战士”，后安葬于八宝山。

## 家庭

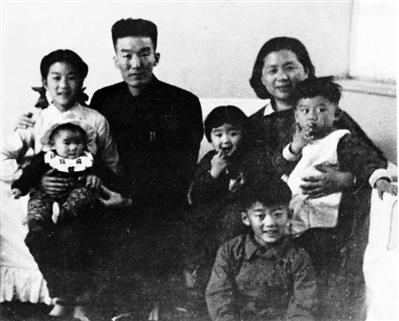
邓拓全家福，摄于1955年

- 夫人：丁一岚（中央人民广播电台第一任台长），1942年3月结婚[1]。
- 子女：长女邓小岚[19]、长子邓云、次女邓小虹、次子邓壮、幼女邓岩。

## 著作
- 邓云特（邓拓笔名）：《中国救荒史》商务印书馆，1937年。
- 论中国历史的几个问题（史论）1959，三联书店
- 燕山夜话（杂文集）1963，北京出版社
- 三家村札记（杂文集）与吴晗、廖沫沙合著，1979，人民文学出版社
- 邓拓诗词选 1979，人民文学出版社
- 邓拓散文，1980，人民日报出版社
- 邓拓诗文选 1986，人民日报出版社
- 邓拓文集（1—4卷）1986，北京出版社，书号：10071·604
- 常君实编：《邓拓全集》5卷，花城出版社，2002年3月 ISBN 978-7-5360-2841-8

## 遗迹与纪念
- 邓拓故居，福建省福州市道山路第一山弄7号，1994年辟为邓拓纪念馆。为省级文物保护单位[20]。
- 1964年，邓拓写下“君爱文明非爱宝，身为物主不为奴”诗句，将个人珍藏的140余件(套)古代绘画作品无偿捐赠给国家，由中国美术馆永久收藏。包括唐寅、郑燮、朱耷等文人佳作。